# Francis Fry (1803-1886)
Pour les articles homonymes, voir Fry.
Francis Fry, né le 28 octobre 1803 et mort le 12 novembre 1886, est le principal industriel anglais du chocolat au XIXe siècle. Il invente le chocolat à croquer, sous forme de tablettes.
À la mort en 1835 de Joseph Storrs II, fils de Joseph Fry, ses fils Francis Fry, Richard et Joseph Fry (1795–1879), reprennent l'entreprise. En 1847, les trois frères découvrent qu'en mélangeant du beurre de cacao au chocolat en poudre de Van Houten et à du sucre, on obtient une pâte à mouler pour obtenir du chocolat à croquer.
Vers 1880, ils contrôlent la première chocolaterie au monde qui occupe tout le centre de Bristol et emploie 1 500 ouvriers. Collectionneur de bibles anciennes qu'il fait rééditer sous forme de fac-similés et qu'il vend à grande échelle, il avait aussi investi dans la société de distribution d'eau de la ville de Bristol et dans une compagnie ferroviaire régionale, la Bristol and Gloucester Railway. Vivant modestement, il était très impliqué dans les affaires de la communauté quaker de Bristol.
Moralisateur comme l'étaient d'autres industriels quakers anglais, par exemple John Cadbury le fondateur de la société éponyme, Francis Fry était un anti-esclavagiste convaincu qui refusait le cacao en provenance des plantations portugaises d’Afrique où travaillait une abondante main-d’œuvre soumise à l’esclavage. Il s'inquiétait aussi des conditions de travail des ouvriers de sa manufacture, logés dans des pavillons édifiés à leur intention. Alcool et «divertissements indécents» tels que danses, jeux de cartes et paris, y sont interdits. 
Son paternalisme rappelle celui de John Owen à Lanark, dans les usines de coton en Écosse. Lorsqu'ils se marient, les salariés reçoivent une Bible des mains même de Joseph Fry, accompagnée d'un sermon sur le respect des préceptes évangéliques. La journée de travail est limitée à huit heures, la semaine s'arrête le samedi midi. La création d'associations cultuelles et sportives est encouragée.
À sa mort en 1886, son fils Francis J. Fry lui succède. En 1919, il fusionne la maison Fry & Sons, fondée un siècle et demi plus tôt, avec l'entreprise Cadbury Brothers. 